# Любомир Чипранич
Любомир Чипранич (на сръбски: Љубомир Ћипранић или Ljubomir Ćipranić) е сръбски кино и телевизионен актьор.

## Биография
Роден е в 1936 година в гевгелийското село Стояково, тогава в Кралство Югославия. Става актьор и играе в над 160 филма и телевизионни продукции от 1959 година. Ирае във филма от 1967 година „Събуждането на плъховете“, който печели сребърна мечка за най-добър режисьор на 17 Берлински международен филмов фестивал.